# Diálogo do Pessimismo
O Diálogo do Pessimismo (em acádio: 𒀴 𒈪𒈪𒄨𒄨𒄥𒄥𒀭𒀭𒉌𒉌; romaniz.: Arad mitanguranni; "Servo, serve-me!" ou "Escravo, escute aqui!") é um antigo poema da Mesopotâmia composto na forma de um diálogo entre um mestre e seu escravo. Já recebeu diversas interpretações, mas é geralmente considerado um texto incomum por explorar a futilidade das ações humanas e é também considerado um exemplo de literatura sapiencial do Oriente Próximo.

## Texto e datação
O Diálogo é uma composição levemente poética escrita na língua acádia, em cuneiforme, pouco após o ano 1000 AEC na Mesopotâmia. Foi descoberto em estado bem preservado em cinco diferentes tabuinhas de argila, com apenas 15 de suas 86 linhas estando danificadas. Duas versões parecem ter sobrevivido, considerando o quanto a tabuinha da Babilônia difere das versões encontradas na Assíria. Dos quatro exemplos Assírios, dois são de Assur e dois são da Biblioteca de Assurbanípal. É improvavel que o texto seja anterior ao fim do II milênio AEC devido à referência a uma “adaga de ferro”, o que garantiria uma composição posterior à Idade do Bronze.
O texto também foi conhecido em sua época pelo título Arad mitanguranni, traduzido por Lentz 2021, p. 68 como "Servo, serve-me!" e por Brandão 2022, p. 14 como "Escravo, escute aqui!"

## Publicação e título
O texto foi publicado pela primeira vez por G. Reisner em 1896, seguido pelos trabalhos de E. Ebeling entre 1917 e 1919. Porém, o título “Diálogo do Pessimismo” só foi atribuído por Stephen Herbert Langdon em seu artigo de 1923: “The Babylonian dialogue of pessimism”. Jacyntho Lins Brandão acredita que o fato deste título ter prevalecido demonstraria certo viés de interpretação e acredita que o texto deveria ser visto como um "diálogo da hesitação".

## Conteúdo e estilo
O Diálogo do Pessimismo envolve uma conversa entre um mestre e seu escravo. Em cada uma das dez estâncias, divididas por um traço horizontal no original, o mestre propõe algo a ser realizado e o escravo assinala bons motivos pelos quais seguir com a ideia. Entretanto, cada vez, o mestre muda de ideia e o escravo no que lhe concerne assinala motivos igualmente bons pelos quais não seguir com cada ideia. Os planos são:
| Lentz 2021                 | Brandão 2022             |
| -------------------------- | ------------------------ |
| Ir ao palácio              | Dirigir ao palácio       |
| Se alimentar               | Jantar                   |
| Ir à estepe/caçar          | Dirigir até o descampado |
| Formar uma família         | Construir uma casa       |
| Rebelar-se                 | Fazer uma tramoia        |
| Amar uma mulher            | Transar com uma mulher   |
| Realizar um sacrifício     | Realizar uma oferenda    |
| Fazer um investimento      | Emprestar como agiota    |
| Fazer uma obra de caridade | Fazer uma benfeitoria    |

Uma amostra do diálogo:
| “Servo, [ser]ve-[me!]” — “Estou aqui, senhor, estou aqu[i].” “Uma mulher] hei de amar.” — “Então, ama, meu senhor, a[ma]. Aquele que ama uma mulher esquece [do]res e mágoas.” “Não, servo, não amarei uma mulher.” “[Não a]mes, meu senhor, não a[mes]. A mulher é uma armadilha — uma armadilha, um buraco, uma vala, A mulher é uma adaga de ferro afiada que corta a garganta do ho[mem].” | – Escravo, escute aqui! – Sim, meu senhor, sim. – Quero transar com uma mulher! – Transe, meu senhor, transe: homem que com mulher transa pesar e lamúrias esquece. – Não, escravo! Eu, com mulher é que não transarei! – Não transe, meu senhor, não transe: a mulher é um buraco – buraco, armadilha, fosso –, a mulher é adaga de ferro afiada que corta o pescoço do rapaz. |
| —Tradução de Gleiton Lentz. | —Tradução de Jacyntho Lins Brandão. |

A décima estrofe é substancialmente diferente:
| “Servo, serve-me! — “Estou aqui, meu senhor, estou aqui.” “Então, o que podemos fazer de bom?” “Que nos cortem os pescoços, o teu e o meu, E que nos lancem ao rio, isso seria bom! Quem é tão alto a ponto de subir aos céus? Quem é tão vasto a ponto de abarcar a terra?” “Não, servo, te matarei primeiro para que me precedas.” “E meu senhor não sobreviverá a mim nem três dias.” | – Escravo, escute aqui! – Sim, meu senhor, sim. – O que pois é bom?! – A minha nuca e a sua nuca quebrar, no rio jogar-se é bom? Quem é tão alto que ao céu suba? Quem tão extenso que a terra abarque? – Não, escravo! Matarei você e antes o despacharei! – E o meu senhor três dias, quando muito, é que vai sobreviver... |
| —Tradução de Gleiton Lentiz. | —Tradução de Jacyntho Lins Brandão. |

O diálogo limita-se à duas pessoas (ao contrário dos diálogos de Platão, por exemplo), como era o costume na literatura sapiencial do Oriente Próximo. O texto tem muito em comum com a tradição local de literatura de controvérsia, incluindo sua visão cínica e questionadora. Consoante a outros poemas de mesma temática, deve ter sido realizado oralmente, fora do contexto escolar. Em vez de apresentar princípios universais ou abstratos que seriam aplicados a quaisquer situações, o escravo utiliza-se de imagens e exemplos concretos.
O diálogo também faz referências a outras obras literárias da região. Verso 76, de acordo com Speiser, citaria um verso no começo e no fim da Epopeia de Gilgamés, algo que Lambert diz não ser possível afirmar, e comenta que ambos os textos podem ter possuído uma fonte em comum. Os versos 86–87 citam um antigo provérbio da região. Nathan Wasserman nota que o tom do Diálogo interage com o momento quando Shidúri, na versão paleo babilônica da Epopeia, estimula Gilgamés a adotar uma vida em família. Os versos 62–69 podem aludir ao Grande Hino à Shamash (versos 118-127).

## Interpretação
A interpretação do texto divide especialistas. Alguns consideram como uma teodiceia. Outros o consideram como uma declaração sobre a absurdez da vida, pois não existem escolhas ou motivos definitivamente corretos, ou errados. A estância final acaba sendo o resultado lógico da questão: a escolha da não existência em vez da futilidade existencial. Isto levou alguns intérpretes modernos a compararem o Diálogo com existencialistas modernos tais como Kierkegaard e Camus.
Uma interpretação oposta tem sua sua base na última resposta do escravo, vendo o Diálogo como uma sátira social. Desta forma, o escravo expõe o vacilo e a inutilidade de seu mestre aristocrático ao dar respostas conflituosas e clichês.
É sugerida uma terceira interpretação via paralelos com o texto Monologue of the Righteous Suffer [en] e o Livro do Eclesiastes. De fato, o universo é enigmático, até mesmo sem significado, mas pode ter algum sentido conhecido pelos deuses (sugerido pelo comentário do escravo sobre o Céu e a Terra). Em vez de sugerir a morte devido ao desespero, o mestre quer que o escravo vá na sua frente para que ele possa perguntar aos deuses. A resposta final do escravo, cheia de sátira, reflete esta sugestão. O Diálogo pode ser satírico, sério ou ambos, mas nesta visão os deuses controlam os destinos, que nos são desconhecidos. O sábio, tal como o escravo, reserva seu julgamento e considera suas possibilidades frente às ambiguidades da vida, mas mantendo seu senso de humor.
Também existe a possibilidade, notada por E. A. Speiser, do texto ser de humor, ao afirmar que deveria ensinar-se a deus a “segui-lo como um cão”, algo impensável no contexto da época, além das respostas mecânicas do escravo. Willem H. Römer levantou a hipótese de que o texto fosse uma apresentação dramática-teatral.

## Paralelos com o Antigo Testamento
Existe um paralelo temático entre o Diálogo do Pessimismo e o Livro dos Eclesiastes no Antigo Testamento. As afirmações e negações realizadas pelo escravo no decorrer do Diálogo são parecidas com as ações e suas oposições dadas em Eclesiastes 3:1-9 (“Há tempo de nascer, e tempo de morrer…”). Eclesiastes, tal como o Diálogo, já recebeu interpretações pessimistas e otimistas, além de também ser aberto à interpretação de que a dificuldade de compreender o universo e a vida humana mostram nossas limitações e o conhecimento transcendental de Deus.
Também existem alguns paralelos e contrastes com o Livro de Jó. Tal como o Diálogo, Jó também considera a morte como uma opção face às contradições da vida (Jó 3:2-13), mesmo que ele jamais contemple o suicídio. Ainda mais, Jó não conclui com um tom mórbido, porém este tema esteve presente de forma mais explicita no começo. O uso da ironia e a sátira para estudar os mistérios da vida está presente tanto no Diálogo quanto em Jó (ex: Jó 9:39-31).
Um provérbio que aparece no fim do diálogo, “Quem é tão alto a ponto de subir aos céus?/Quem é tão vasto a ponto de abarcar a terra?",  tem diversos paralelos bíblicos, entre os quais são os versos de abertura dos provérbios de Agur (Provérbios 30:4); Deuteronômio 30:11-14; Jó 11:7-9 e Jó 28:12-18.

## Texto
- Anônimo (2021). «𒀴 𒈪𒈪𒄨𒄨𒄥𒄥𒀭𒀭𒉌𒉌» Arad mitanguranni [Servo, serve-me!]. Nota do Tradutor (em acadiano) (23). Desterro: Revista de Tradução Literária e Biblioteca Digital. pp. 62–67. ISSN 2177-5141

### Traduções
- Anônimo (2021). «Servo, serve-me!». Nota do Tradutor (23). Traduzido por Gleiton Lentz. Desterro: Revista de Tradução Literária e Biblioteca Digital. pp. 68–71. ISSN 2177-5141
- Brandão, Jacyntho Lins (2022). «Diálogo do Pessimismo ou Elogio da Hesitação». Rio de Janeiro: Laboratório de História Antiga. Phoînix. 28 (2): 14-47. ISSN 2527-225X